# Rancho Banquete
Rancho Banquete è un census-designated place (CDP) degli Stati Uniti d'America della contea di Nueces nello Stato del Texas. La popolazione era di 424 abitanti al censimento del 2010.

## Geografia fisica
Rancho Banquete è situata a 27°48′39″N 97°50′04″W (27.810720, -97.834404).
Secondo lo United States Census Bureau, il CDP ha una superficie totale di 7,42 km², dei quali 7,42 km² di territorio e 0 km² di acque interne (0% del totale).

## Società

### Evoluzione demografica
Secondo il censimento del 2010, la popolazione era di 424 abitanti.

### Etnie e minoranze straniere
Secondo il censimento del 2010, la composizione etnica del CDP era formata dal 75,94% di bianchi, l'1,89% di afroamericani, lo 0% di nativi americani, lo 0,24% di asiatici, lo 0% di oceanici, il 18,63% di altre razze, e il 3,3% di due o più etnie. Ispanici o latinos di qualunque razza erano il 93,87% della popolazione.